# Синявин, Фёдор Фёдорович
Фёдор Фёдорович Синявин (27 октября 1904, Нижегородская область — 3 января 1942, Ленинградская область) — командир пулемётной роты 9-го гвардейского стрелкового полка 3-й гвардейской стрелковой дивизии 54-й армии Ленинградского фронта, гвардии старший лейтенант. Герой Советского Союза.

## Биография
Родился в 1904 году в деревне Асташиха Благовещенской волости Варнавинского уезда Костромской губернии (ныне Воскресенского района Нижегородской области). Жил в посёлке Красные Баки Нижегородской области. Окончил Воскресенскую среднюю школу и 2 курса Горьковского энергетического техникума. Работал вместе с отцом слесарем на Ветлужском химическом комбинате Горьковской области.
В Красной Армии с 1941 года. Окончил школу младших командиров. Участник Великой Отечественной войны с июня 1941 года. Член ВКП(б) с 1941 года.
Боевое крещение получил на Волховском фронте. В одном из первых боёв рота Ф. Ф. Синявина восемь часов отбивала атаки двух батальонов противников. Фашисты прорвались к командному пункту роты. Синявин был шесть раз ранен, но продолжал вести огонь из пулемёта.
Командир пулемётной роты 9-го гвардейского стрелкового полка гвардии старший лейтенант Фёдор Синявин в ночь на 7 ноября 1941 года, когда противник в ходе наступления вышел к командному пункту батальона, с группой бойцов отбил атаку и восстановил положение. 9 ноября 1941 года гвардии старший лейтенант Синявин Ф. Ф. возглавил рукопашную схватку и отразил атаку противника.
Погиб в бою 3 января 1942 года около деревни Морозово Волховского района Ленинградской области. Похоронен в братской могиле в посёлке Новая Малукса Кировского района Ленинградской области.
Указом Президиума Верховного Совета СССР от 6 февраля 1942 года за образцовое выполнение боевых заданий командования и проявленные при этом мужество и героизм гвардии старшему лейтенанту Синявину Фёдору Фёдоровичу посмертно присвоено звание Героя Советского Союза с вручением ордена Ленина.

## Память
Именем Героя названы улицы в посёлках Красные Баки и Воскресенское Нижегородской области. В посёлке Красные Баки установлена мемориальная доска.